# ألكسندر فيسيلوفسكي
ألكسندر نيكولاييفيتش فيسيلوفسكي (4 فبراير 1938 - 10 أكتوبر 1906) (الروسية: Алекса́ндр Никола́евич Весело́вский) هو منظّر أدبي روسي، وضع الأساس للأدب المقارن.

## مسيرته
درس مع فيودور بوسلايف وحضر جامعة موسكو الحكومية من 1854 إلى 1858. بعد فترة قصيرة قضاها في إسبانيا مدرسا لنجل السفير الروسي، واصل فيسيلوفسكي تعليمه مع هايمان ستاينثال (Heymann Steinthal) في برلين وبراغ وأمضى ثلاث سنوات من العمل في مكتبات إيطاليا. عند عودته إلى روسيا، ألقى محاضرات في موسكو وسانت بطرسبرغ وانتخب عضوا في أكاديمية سانت بطرسبورغ للعلوم في عام 1876.
قادته دراساته المبكرة للأدب الإيطالي في العصور الوسطى إلى الاعتقاد بأن العديد من الحبكات والأدوات الأدبية تم استيرادها إلى أوروبا من الشرق عبر بيزنطة.